# DJ Splash
DJ Splash (født 22. september 1968, død 29. juli 2022) var en discjockey fra Ungarn, som begyndte sin karriere i otteårsalderen. Han var delvis konservatorie-uddannet med piano- og komponering som speciale.

## Biografi
Splash startede sin karriere som otteårig på piano. I et år gav han en koncert i Det Musikalske Akademi, og allerede året senere spillede han i en nærliggende koncerthal.
I de næste fem fem år fortsatte Splash sin videreuddannelse i afdelingen for piano på et musikkonservatorium, men studiet blev afbrudt på grund af et uheld, hvor han fik skadet sin arm.
Da Splash blev rask, valgte han anden karriere, begyndte som jazz-pianist og afsluttede sin uddannelse som 20-årig.
I året 1990 erhvervede Splash sit første tekniske anlæg. Herefter blev han ansat som DJ hos Excalibur Club, på det tidspunkt det største og mest attraktive musiksted i Budapest.
To år senere begyndte Splash at spille techno, og i marts 2001 blev han den mest populære DJ på radiokanalen Radio DEEJAY.
Siden 2003 har Splash været chef på den ungarske kanal TV2.

## Ekstern henvisning og kilde
- Splash biografi (engelsk) Arkiveret 7. februar 2020 hos  Wayback Machine